# Desdemona (Schiff, 1952)
Die Desdemona war ein 1952 gebautes deutsches und ab 1962 argentinisches Frachtschiff. 1985 strandete das Schiff an der Küste Feuerlands, wo sich ihr Wrack noch heute befindet.

## Geschichte
Das Schiff wurde zu Beginn der 1950er Jahre im Auftrag der Hamburger Reederei A. Kirsten bei der Stülcken-Werft in Hamburg gebaut. Die Reederei benannte ihre Schiffe nach weiblichen Charakteren der Werke des englischen Schriftstellers William Shakespeare. Desdemona ist die Frau des Othello in dem gleichnamigen Schauspiel. Das Schiff lief im Juli 1951 vom Stapel und wurde der Reederei im April 1952 übergeben. Angetrieben wurde der Stückgutfrachter von einem Zweitakt-Dieselmotor der Marke WUMAG mit einer Leistung von 1430 PS.

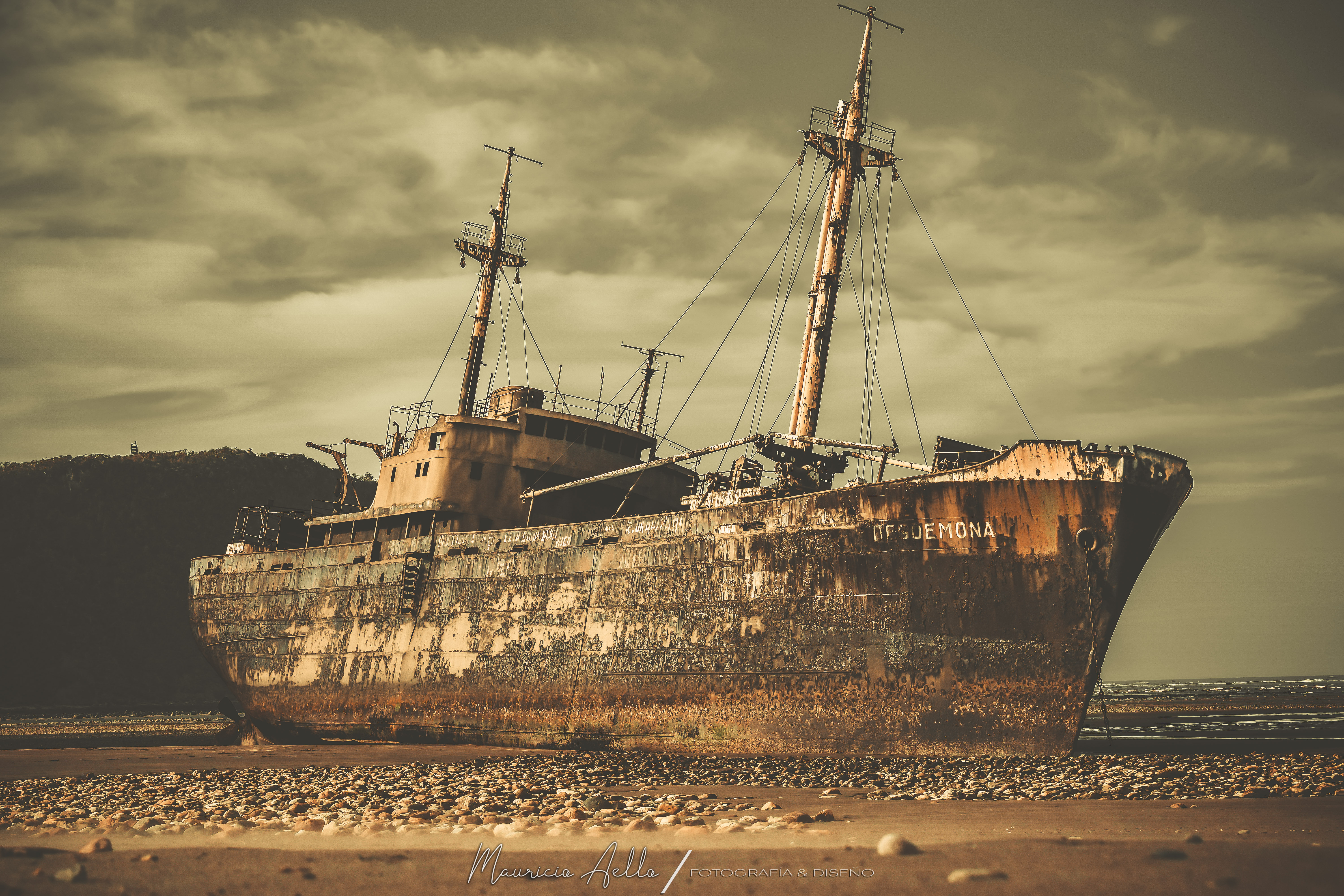
Die Steuerbordseite der Desdemona 2019

Nach Ablieferung fuhr die Desdemona für die Hamburg-Chicago-Linie zwischen Deutschland und Nordamerika. Schon beim Bau war der Frachter darauf ausgelegt worden, dass er die Schleusen des Sankt-Lorenz-Seewegs passieren konnte. 1961 verkaufte die Reederei A. Kirsten das Schiff, das ein Jahr später nach Argentinien weiterverkauft wurde. Es behielt aber seinen Namen. Dort setzte die Cormorán Líneas Marítimas den Frachte im Küstenverkehr bis nach Chile ein. Beladen mit 20.000 Sack Zement strandete der Frachter auf der Fahrt von Rivadivia nach Ushuaia und Rio Grande im September 1985 in der Bucht am Cabo San Pablo auf Feuerland.
Dort findet sich das Wrack noch heute. Die Desdemona hat inzwischen auch einen eigenen Auftritt im sozialen Netzwerk Facebook.